# Tomislav Piplica
Tomislav Piplica (Bugojno, 5 aprile 1969) è un ex calciatore bosniaco, di ruolo portiere.
Piplica possiede anche la cittadinanza croata.

## Carriera
Campione dei Mondiali Under-20 nel 1987 con la Nazionale Jugoslava, dopo molti anni all'Energie Cottbus è divenuto allenatore dei portieri.

## Palmarès
- Campionato mondiale Under-20: 1

Jugoslavia: Cile 1987